# Hermann Graf
Hermann Graf (né le 12 octobre 1912 à Engen et mort le 4 novembre 1988 à Engen) est un pilote de chasse allemand et un as de l'aviation de la Seconde Guerre mondiale.

## Biographie
Hermann Graf suit des études de gestion et, après avoir obtenu le brevet de pilote de planeur en 1932 et celui de pilote d'avions à moteur en 1936, entre dans la Luftwaffe où il suit les cours de pilotage avancés entre 1936 et 1938. Graf est ensuite affecté au II./JG 51, une escadrille de chasse équipée avec des Messerschmitt Bf 109 E1, avec le grade d'Unteroffizier (sergent). 
Durant la campagne de France, il effectue 21 patrouilles le long de la frontière germano-française sans tirer un seul coup de feu. Le 20 janvier 1940, il est affecté comme instructeur à un groupe de chasse de réserve situé à Mersebourg. Le 1er mai il est promu au grade de Leutnant (sous-lieutenant) et il est muté à l'escadron de chasse no 52 (Jagdgeschwader 52) le 6 octobre de la même année. Le 14 octobre 1940, son unité est transférée en Roumanie où il participe à la formation de pilote roumains, alliés des allemands. Fin mai 1941, il est transféré en Grèce avec un détachement du III./JG 52 pour appuyer l'invasion allemande de la Crète. Durant cette période, il effectue de nombreuses missions d'attaque au sol.

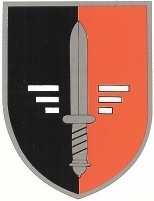
Emblème du Jagdgeschwader 52.

Son unité est ensuite retransférée en Roumanie avant de prendre ses quartiers sur l'aérodrome de Byala Tserkov, en Russie. Le 4 août 1941, Graf abat son premier avion ennemi, un I-16, durant une mission d'escorte de Stukas, près de Kiev. En octobre, Graf compte 12 victoires et le 24 janvier 1942, il obtient la croix de chevalier de la croix de fer après sa 45e victoire.
Le 14 mai 1942, il est le premier as de son escadre à atteindre les 100 victoires, et le second pilote de la Luftwaffe à atteindre 150 victoires, le 4 septembre. Quelques semaines plus tard, il est le premier pilote de chasse au monde à atteindre 200 victoires le 26 septembre 1942, lorsqu'il abat ses 200e, 201e et 202e adversaires au-dessus de l'aérodrome de Pitomnik, près de Stalingrad. À la suite de cette action, il obtient le grade de Hauptmann (capitaine). Le 16 septembre 1942, il est décoré de la croix de chevalier de la croix de fer avec feuilles de chêne, glaives et brillants qu'il s'est vu attribuer en tant que 5e soldat de la Wehrmacht.
Afin de préserver sa vie, notoriété oblige, Hermann Graf est interdit de vol et retiré des opérations. L'aviateur, également gardien de football, a créé une équipe de football de la Luftwaffe, les Rote Jäger (chasseurs rouges) qui fut très populaire dans le Troisième Reich et qui comptait alors de nombreux joueurs célèbres dans ses rangs.
Durant la première moitié de 1943, Graf commande une école de pilotage avancé pour pilotes de chasse basée à Bordeaux, en France. Le 21 juillet 1943, il est affecté à une nouvelle unité spécialisée dans la chasse à haute altitude pour contrer les Mosquitos britanniques. Cette unité est nommée JGr 50 le 15 août 1943. Graf obtient 3 victoires (dont 2 bombardiers quadrimoteurs B-17) alors qu'il sert dans cette unité. En septembre 1943, il est abattu par le pilote français Christian Martell après un duel difficile.
Le 11 novembre 1943, Hermann Graf, alors Oberst (colonel), est nommé Kommodore (commandant d'escadre) du JG 11. Au sein de cette unité, il participe durant les six mois qui suivent à la défense du Reich. Le 29 mars 1944, Graf abat un P-51 et en heurte un autre, ce qui lui vaut d'être blessé après avoir sauté de son avion endommagé.
Graf retrouve ensuite son ancienne unité, la JG 52, dont il devint le Geschwaderkommodore (commandant d'escadre) le 1er octobre 1944. Il dirigee cette unité lors de la retraite continuelle des troupes allemandes à travers la Prusse-Orientale, la Silésie et la Bohême. Il termine la guerre avec le grade de colonel (Oberst). Il totalise alors 212 victoires, dont 202 obtenues sur le front de l'est et 10 sur le front l'ouest. Il a effectué plus de 830 missions.
Lors de la capitulation de l'Allemagne nazie, Hermann Graf reçoit l'ordre du général Seidemann de se rendre à Dortmund pour se livrer aux Britanniques. Cependant, ne voulant pas abandonner le reste de la JG 52 (notamment le personnel non navigant), il désobéit et se livre avec le reste de son unité (y compris l'as allemand Erich Hartmann) aux autorités américaines à Pilsen (Tchécoslovaquie). Malheureusement, en vertu d'un accord passé entre Russes et Américains, la majorité de la JG 52 est livrée aux Soviétiques. Graf et Hartmann sont déportés en Russie (camp de Gryazovets, près de Moscou). Compte tenu de leur renommée (tous deux étaient notamment décorés de la croix de chevalier de la croix de fer avec brillants), ils furent l'objet d'une très forte pression du NKVD pour qu'ils reconnaissent la culpabilité de l'armée allemande lors d'exactions commises durant la guerre. Si Hartmann ne céda pas (ce qui lui coûta environ 10 années de camp), Graf céda rapidement et reconnut publiquement que la guerre fut une erreur. Après sa libération en 1950 et son retour en Allemagne, cela lui valut d'être exclu de l'association des anciens pilotes de chasse (Kameradschaftsbund der Jagdflieger) et d'être soupçonné (à tort) d'espionner au profit des Russes.
Après la guerre, il continue de voler et devient membre du Swiss Aeroclub. À partir de 1965, il est atteint par la maladie de Parkinson. Il meurt chez lui en 1988.

## Décorations
- Insigne des blessés en Argent
- Ehrenpokal der Luftwaffe (9 décembre 1941)[2],[Notes 1]
- Insigne de pilote-observateur en Or avec diamants
- Insigne de pilote roumain
- Chevalier de l'Ordre de la Couronne roumaine (23 mai 1941)[2]
- Croix allemande en or (avril 1942)[4]
- Croix de fer (1939)
  - 2e classe (9 août 1941)[2]
  - 1re classe (31 août 1941)[2]
- Insigne de combat de la Luftwaffe pour pilote de chasse en Or
  - en bronze (15 mai 1941)[2]
  - en argent (25 août 1941)[2]
  - en or (10 novembre 1941)[2]
- Croix de chevalier de la croix de fer avec feuilles de chêne, glaives et brillants
  - Croix de chevalier le 24 janvier 1942 en tant que Leutnant der Reserve et pilote dans la 9./JG 52[5],[6]
  - 93e feuilles de chêne le 17 mai 1942 en tant que Leutnant der Reserve et Staffelführer de la 9./JG 52[5],[6]
  - 11e glaives le 19 mai 1942 en tant que Leutnant der Reserve et Staffelkapitän de la 9./JG 52[7],[Notes 2]
  - 5e brillants le 16 septembre 1942 as Oberleutnant der Reserve et Staffelkapitän de la 9./JG 52[5],[6]
- Mentionné 5 fois dans le bulletin des Armées Wehrmachtbericht